# Barques a la platja
Barques a la platja és una pintura sobre tela feta per Modest Urgell i Inglada aproximadament el 1888 i que es troba conservada actualment a la Biblioteca Museu Víctor Balaguer, amb el número de registre 3835 d'ençà que va ingressar el 26 d'abril de 1888, provinent la col·lecció privada d'Eduardo Aulés.

## Descripció
Al quadre s'observa un paisatge marítim amb dues senzilles barques de pesca, construït a partir d'una tela de format mitjà i horitzontal.

## Composició
Al quadre està compost per una línia horitzontal que es fa notar per la recta que traça al mar. Una línia de la qual, Modest Urgell va fer algun esbós per traçar els diferents quadres de Marines.
A partir d'aquesta horitzontalitat marcada per la línia del mar i la verticalitat trencada per la primera barca, en el quadre trobem tres plans.
Aquests són organitzats per un primer pla on trobem les dues barques. La primera en vertical i la segona en horitzontal.Utilitzant una gamma de colors càlids com el color ocre i un punt de blanc.En el segon pla trobem el mar amb una gamma de colors blaus, blancs i negres. En el tercer pla trobem una atmosfera amb una gamma freda de tons grisos i un blanc que s'ha anat degradant a mesura que s'ha allunyat de l'espectador. També trobem unes gavines a la part dreta superior de la composició.
Cal remarcar la importància en la utilització de la gamma de colors càlids en el primer pla i com es va enfosquir en els altres plans fent-se colors de tons més freds.
Per acabar, destacar la utilització de blancs i negres que s'observa en la majoria dels quadres de Modest Urgell.

## Iconografia
En la composició es veuen dues barques: la primera posicionada de forma vertical a l'esquerra i la segona a la dreta posicionada de forma horitzontal. Mirant al cel a la part dreta de la composició es veuen unes gavines.
Aquests elements donen vida a la composició tant en el primer pla com en l'últim. S'identifica així un paisatge amb la realitat i un crit a la vida tranquil·la, quotidiana, poètica i romàntica. Tota una visió que Modest Urgell plasmava en cada quadre que pintava.

## Influències
Modest Urgell s'influencia per fer aquest quadre d'un dels seus esbosos on situa una línia horitzontal molt pronunciada.Posteriorment aquest quadre trobem dues obres similiars però amb una composició més senzilla.
En primer lloc, en el Museu d'art de Girona trobem una Marina que va guanyar el primer premi a Barcelona. Es tracta d'una platja amb una clara línia horitzontal on només trobem dos plans i una barca. Aquesta segueix marcant l'horitzontalitat del quadre. La curiositat de l'obra està en aquest cel de color lila barrejat amb blanc. Una petita diferència de plans i de gamma cromàtica que trobem a Barques a la platja.
En segon lloc trobem un altre quadre al Museu Thyssen Bornemisza de Màlaga anomenat platja. Aquest cop una composició, una iconografia i una gamma cromàtica més complexa que les altres dues obres. En aquest quadre observem tres plans marcats per la línia horitzontal del mar. En el primer pla trobem dues barques. Una de forma vertical posada quasi dins el mar i l'altre d'entre diagonal i horitzontal on trobem un home al damunt. També observem a la part dreta de la composició dues figures al costat d'un tancat. Una utilització de colors ocres més aviat apagats.En el segon pla les orenetes i un mar amb un to més aviat de sol post barrejat amb blanc. En el tercer pla es continuen veient les orentes com es perden en l'horitzó i un cel lila, taronja, groc i blanc.

## Inscripció
Al quadre es pot llegir la inscripció Urgell.	